# Marouflage
Le marouflage  est une technique qui consiste à fixer une surface légère (papier, toile) sur un support plus solide et rigide (toile, bois, mur), à l'aide d'une colle forte dite maroufle qui durcit en séchant. C'est une opération particulièrement utilisée en peinture d'art et en restauration.
Le marouflage a également été utilisé pour la construction d'avions, du temps où ils étaient en bois et toile. Au XXIe siècle, le marouflage est une technique encore utilisée pour l'aviation légère et pour des modèles réduits.

## Histoire

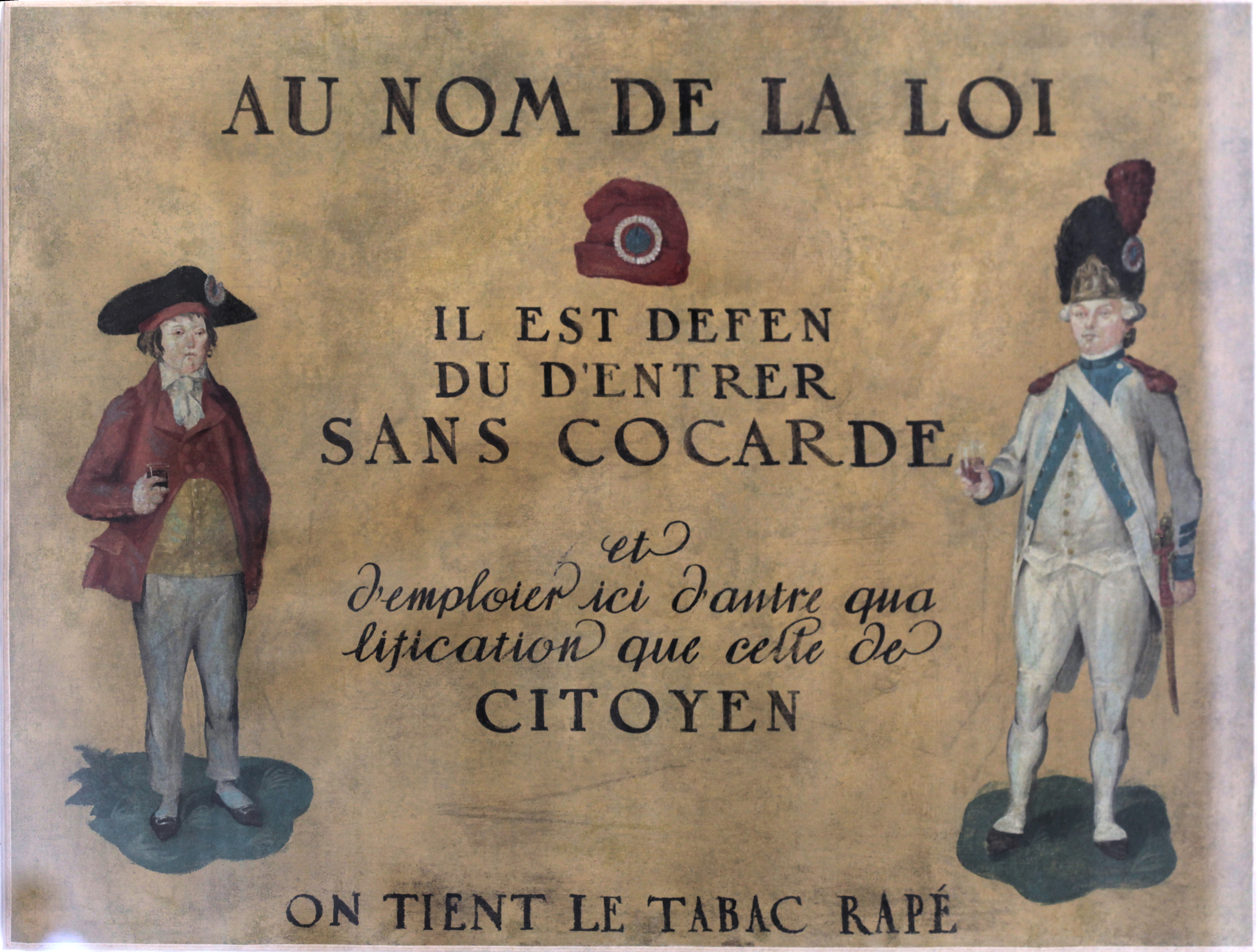
Panneau intérieur d'un pub parisien, huile sur toile, marouflage sur carton. (Musée de la Révolution française)

La technique du marouflage est attestée depuis 3 000 ans et a beaucoup évolué. Elle consiste en général à appliquer une couche de colle à la fois sur le support et au dos de la peinture, cette dernière est ensuite pressée, par exemple au moyen d'un rouleau, de façon à éliminer les bulles d'air qui auraient pu se loger entre les deux surfaces.
En Occident, la colle de peau fut le principal liant utilisé jusqu'à l'apparition de procédés de marouflage utilisant la céruse, à la fin du XVIIIe siècle, elle-même abandonnée en raison de sa grande toxicité pour les colles polyvinyliques ou polyacryliques.

## Types de marouflages

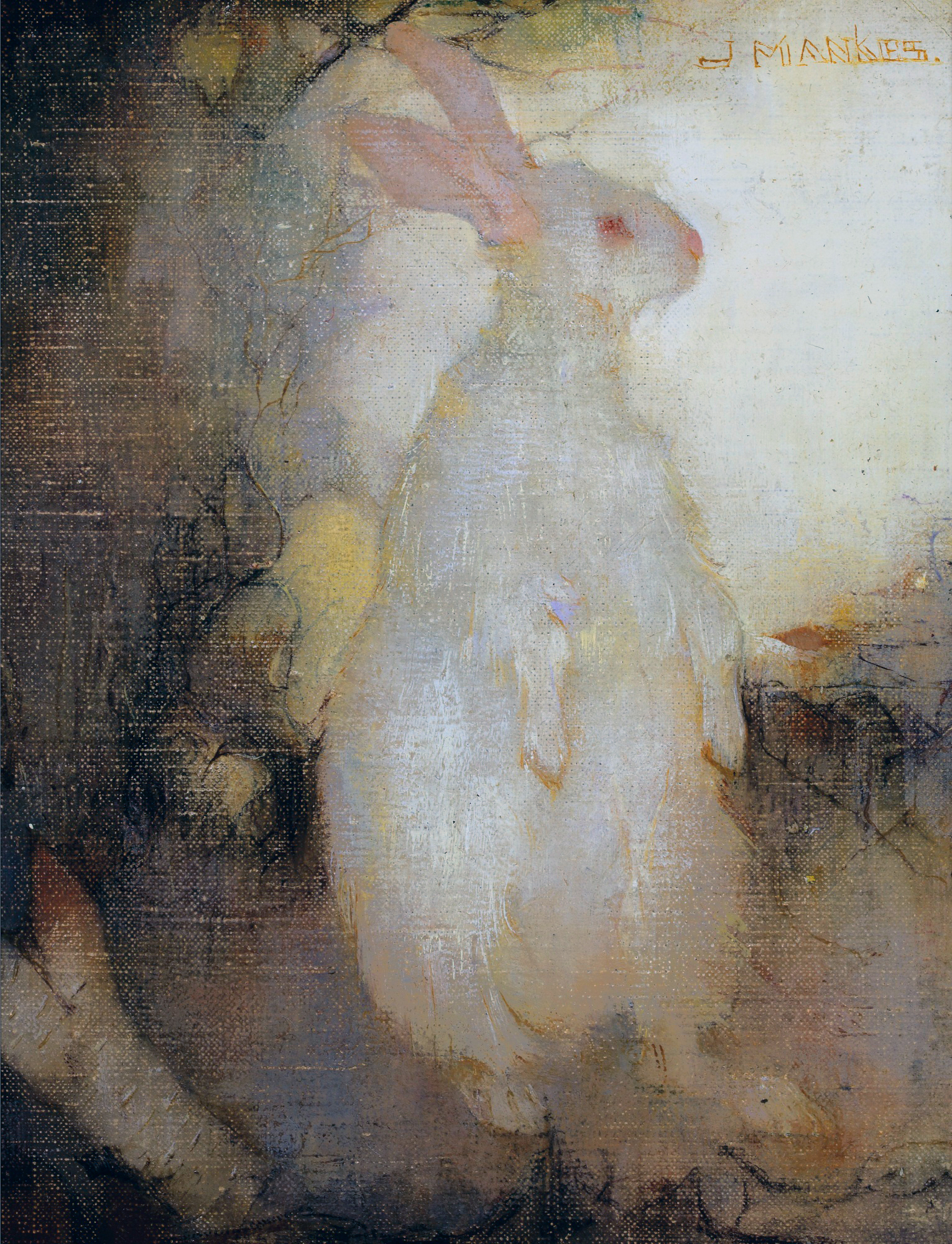
White Rabbit, Standing (1910), de Jan Mankes. Huile sur toile, marouflage sur panneau.

Le but premier du marouflage est de renforcer une œuvre fragile afin d'en assurer la pérennité : 
- une œuvre sur papier (aquarelle, pastel), abimée ou déchirée, sera collée sur une toile ou sur du bois puis encadrée,
- une peinture sur toile (huile, acrylique), abimée ou gondolée, sera collée sur un panneau de bois ou sur un mur.

Ce procédé peut bien entendu s'appliquer à toute autre œuvre graphique. 
Une autre utilisation du marouflage, qui précède l'exécution de l'œuvre, consiste à coller la feuille de papier (à dessin, aquarelle, kraft) sur une toile (ou un châssis entoilé) ou un panneau de bois. Cette pratique a pour but soit de renforcer le support dès le départ, soit de changer les sensations d'exécution (obtenir l'effet tambour de la toile en travaillant sur papier, ou au contraire enlever cet effet grâce au bois tout en travaillant sur de la toile). On parle alors de peinture ou dessin marouflé sur toile ou sur bois.
La technique et le lexique du marouflage sont également utilisés dans les domaines du bricolage et de la décoration, au sujet de revêtements muraux (comme le papier peint) ou de stickers muraux par exemple. 

## Le marouflage en aviation
Cette technique a été — et est toujours — employée dans la construction de kayaks, de fuselages d'avions, de ballons dirigeables rigides ... L'armature est construite en bois, ou en tubes métalliques (acier ou alliage léger), recouverte d'une "peau" d'abord en toile de coton, puis de matériau synthétique, et enduite pour l'étanchéité puis éventuellement peinte pour la décoration. Exemples : les kayaks démontables, le chasseur Hawker Hurricane, le dirigeable Hindenburg.
De nos jours, ce procédé a été très largement supplanté par la construction en matériaux rigides (coques en résines armées pour les kayaks, « peau » en alliage léger pour les avions). Pour ces derniers, la structure interne reste indispensable même en cas de « revêtement travaillant ». C'est le cas de quasiment tous les avions actuels.
Sauf exception, les dirigeables dits « souples » ne relèvent pas — et pour cause — de cette technique.  

## Le marouflage en Orient
Le papier ayant été inventé en Chine, les techniques de marouflage y sont apparues assez tôt pour présenter et préserver les œuvres.
En Chine, le marouflage est apparu il y a environ 1 700 ans. Vers 907 - 923, le marouflage consistait alors principalement à encoller le papier d'une œuvre de calligraphie ou de peinture sur un papier de type différent, afin de lui apporter un encadrement et d'en faire un rouleau, permettant notamment de l'accrocher au mur. Le rouleau peut également être ornementé de brocart et de différentes soieries. Il y avait, d'après le « Chuògēnglù », notes historiques contenues dans le recueil « Náncūn Chuògēnglù » et effectué sous la dynastie Yuan (1271 - 1368), 13 techniques, appelées « les 13 techniques du marouflage » : « Le marouflage comporte également 13 techniques : tissage de mousseline de soie, brocart et soie légère, teinte sur le document, tablette pour fabriquer du papier, teinte pour contrôler la couleur sur le papier, colle de farine de riz, cataplasme de cire et alumine, pivot, encollage en une fois, charnière, ruban de soie, longue bande, coupe au couteau. Une faute sur l'un d'eux et c'est un échec ».  
Ces techniques ont été par la suite répandues au Vietnam, en Corée puis au Japon.

### Marouflage japonais
Dans les arts graphiques japonais, le marouflage (dit urauchi) est une opération d'une grande sophistication. Les  œuvres sont généralement calligraphiées ou peintes sur une ou plusieurs couches de papier fin (principalement en kôzo). C'est une étape indispensable à l'encadrement traditionnel (hyôsô) des calligraphies japonaises.

#### Matériel
Matériel minimum pour marouflage japonais.
- vaporisateur à eau,
- colle d'amidon,
- large brosse en poils de chèvre pour étaler la colle,
- papier de marouflage (d'une surface supérieure à l'œuvre),
- large brosse végétale pour aplatir le papier de marouflage,
- baguette plate.

D'autres colles fortes peuvent être utilisées, comme : maroufle, céruse, dextrine.

#### Procédé
Prérequis : l'œuvre à maroufler doit être sèche (prévoir au moins une semaine de séchage pour une calligraphie).
1. Vaporiser l'œuvre d'eau de manière uniforme et laisser reposer quelques minutes.
2. Étaler la colle sur le papier de marouflage avec la brosse.
3. Appliquer le papier de marouflage sur l'œuvre au moyen d'une brosse végétale.
4. Lorsque les deux papiers sont solidaires, poser l'ensemble à la verticale et laisser sécher.

Une fois sèche, l'œuvre peut être encadrée.

### Marouflage japonais
- kakejiku-derudder.fr
- (ja) Bijutsu Urauchi 1
- (ja) Bijutsu Urauchi 2
- (ja) Bideo
- (ja) Hakubido.com (grand format)

## Sources
- Initiation à la calligraphie japonaise par Yuuko Suzuki  (ISBN 2215074779)
- (en) Japanese Architecture and Art Net Users System